# Kawasaki KDA-3
Kawasaki KDA-3 – japoński, prototypowy samolot myśliwski wytwórni Kawasaki przeznaczony dla lotnictwa Cesarskiej Armii Japońskiej, zbudowany w latach 20. XX wieku. Maszyna brała udział w konkursie na nowy myśliwiec lotnictwa armii mający być pierwszą tego typu konstrukcją rodzimego przemysłu.

## Historia

### Geneza
Wraz z zakończeniem I wojny światowej Japonia rozpoczęła intensywną rozbudowę własnego lotnictwa bojowego słusznie widząc w nim nową siłę, której znaczenie dostrzegła japońska armia obserwując zmagania toczące się w Europie. Nie posiadając własnego doświadczenia w budowie i konstrukcji samolotów w początkowym okresie chętnie korzystano z pomocy jakiej udzieliły Francja i Wielka Brytania przysyłając własne misję wojskowe, w skład których wchodzili specjaliści w dziedzinie budowy i eksploatacji samolotów. Wraz z nimi przybyły egzemplarze maszyn sprawdzonych w walkach na froncie, z którymi mogli zapoznać się Japończycy. W wyniku tych doświadczeń w Wielkiej Brytanii zakupiono partię 50 myśliwców Sopwith Pup, kolejno we Francji maszyny SPAD S.XIII oraz Nieuport 24. Ten ostatni, z uwagi na swoją łatwość w pilotażu, bardzo dobre osiągi i nieskomplikowana konstrukcję, skłonił dowództwo Lotnictwa Armii do zakupu licencji na jego produkcję w kraju, którą uruchomiono w 1919 roku. Śledząc światowe trendy w budowie samolotów myśliwskich, Lotnictwo Armii Cesarskiej w 1922 roku zakupiło dziesięć egzemplarzy uznawanego za jedną z najlepszych maszyn myśliwskich w owym czasie, samolot Nieuport 29. Przeprowadzone próby wykazały potwierdziły doskonałą opinię jaką cieszyła się ta maszyna. W efekcie Japonia zakupiła licencje na ich budowę w kraju pod oznaczeniem Ko-4. Zakupione licencje miały służyć jedynie zebraniu potrzebnego przy budowie samolotów doświadczenia, docelowo Lotnictwo Cesarskiej Armii chciało oprzeć swoją flotę o konstrukcję będące wytworem własnej myśli technicznej.

### Projekt
Już w 1926 roku, rok od wprowadzenia na uzbrojenie myśliwca Ko-4, podjęto decyzję, iż jego następcą będzie rodzima konstrukcja. W listopadzie 1926 roku Wydział Techniczny Głównego Biura ds. Lotnictwa Armii (Rikugun Koku Honbu Gijutsubu) ogłosił wymagania techniczne jakimi powinna charakteryzować się nowa konstrukcja, które skierowano do wytwórni Kawasaki, Nakajima, Mitsubishi i Ishikawajima. Do lutego 1927 roku wszystkie zainteresowane wzięciem udziału w pracach wytwórnie przedstawiły swoje projekty. Firma Kawasaki przedstawiła model oznaczony jako KDA-3. Jego głównym konstruktorem był niemiecki inżynier Richard Vogt, który przebywał w Japonii od 1924 roku dzięki zaproszeniu wystosowanemu przez Kawasaki, jego asystentem podczas prac był późniejszy główny konstruktor Kawasaki, inżynier Takeo Doi. Jednopłatowy KDA-3 konstrukcyjnie oparty został na myśliwcu Dornier Do H Falke. KDA-3, w odróżnieniu od pierwowzoru posiadał zastrzałowe skrzydła. Maszyna była górnopłatem typu parasol, w który płat oparty został na kadłubie na nachylonych do siebie wspornikach w kształcie litery N. Zmieniono również usterzenie. Pierwszy z prototypów, o numerze 301 ukończono w marcu 1928 roku w wytwórni w mieście Kakamigahara a w maju tego samego roku ukończono pozostałe dwie maszyny prototypowe. Obydwie różniły się od pierwszego prototypu, zastosowano w nich inną jednostkę napędową, 12-cylindrowe silniki rzędowe w układzie V Mitsubishi Hispano-Suiza o mocy 450/600 KM co wymusiło przekonstruowanie ich obudowy. Samolot nr 301 napędzany był 12-cylindrowym silnikiem rzędowym w układzie V BMW VI o takiej samej mocy. Samoloty różniły się również budową usterzenia. Pierwszy z prototypów wzniósł się do swojego dziewiczego lotu 1 kwietnia 1928 roku i nieszczęśliwie uszkodził podczas lądowania podwozie. Po naprawie, wszystkie trzy samoloty poleciały do Tokorozawa, gdzie mieścił się ośrodek prób Lotnictwa Armii.
W Tokorozawa Lotnictwo Armii rozpoczęło próby porównawcze wszystkich dostarczonych do udziału w konkursie maszyn. Obok KDA-3 przybyły samoloty Nakajima Typ 91 i Mitsubishi 1MF2 Hayabusa. Próby przebiegały pomyślnie aż do czerwca 1928 roku, kiedy to podczas próby lotu nurkowego w powietrzu rozpadł się myśliwiec firmy Mitsubishi. W zaistniałej sytuacji Wydział Techniczny nakazał wstrzymanie dalszych lotów wszystkich uczestniczących w konkursie maszyn, uznając zastosowany w nich układ konstrukcyjny typu parasol za niespełniający wymagań i mało odporny na powstające podczas lotu przeciążenia. Konkurs pozostał nierozstrzygnięty. Ostateczne oceny wskazywały na konstrukcję firmy Nakajima jako najlepszą, KDA-3 uplasował się na drugim miejscu.
Wszystkie trzy samoloty Kawasaki wykorzystywała do przeprowadzania różnego rodzaju prób. W latach 30., trzeci prototyp, po przebudowaniu na wersję dwumiejscową został przekazany do Azjatyckiej Szkoły Maszyn Powietrznych (Ajia Kokukikan Gakko) gdzie latał z cywilną rejestracją J-BEYF.

## Konstrukcja
KDA-3 był zastrzałowym, jednomiejscowym górnopłatem typu parasol. Całkowicie metalowym kadłubem z burtami odchylonymi na zewnątrz i metalowo-drewnianymi skrzydłami, krytymi płótnem. Podwozie stałe, pomiędzy goleniami podwozia głównego umieszczona była chłodnica. Obydwie jednostki napędowe zastosowane w prototypach chłodzone były wodą, śmigło drewniane o stałym skoku. Maszyny uzbrojone były w dwa karabiny maszynowe Vickers E kalibru 7,7 mm.